# Konstantin Zatulin
Konstantin Zatulin   (Batumi, 7 de setembre de 1958) és un polític rus, primer vicepresident del comitè de la Duma Estatal per a la Comunitat d'Estats Independents.

## Biografia
Zatulin es va graduar d'Història a la Universitat Estatal de Moscou el 1981, especialitzant-se en la història del Partit Comunista de la Unió Soviètica. Del 1987 al 1990 va treballar al Comitè Central del Komsomol.
A les eleccions legislatives de 1993 Zatulin va ser elegit diputat a la Duma Estatal, on va assumir el càrrec de president del Comitè per a la Comunitat d'Estats Independents i les relacions amb els nacionals russos a l'estranger. Des de la dècada del 1990, Zatulin ha estat considerat per la premsa com un defensor de les polítiques imperialistes de línia dura cap a les antigues repúbliques constituents de la Unió Soviètica.
A causa dels seus comentaris sobre l'estatus de Crimea durant el període 1996-2007, va ser declarat persona non grata a Ucraïna. Des de principis de la dècada del 1990, Zatulin ha estat un estret col·laborador de l'alcalde de Moscou, Iuri Lujkov. A les eleccions legislatives de 2003 va tornar a ser elegit membre de la Duma Estatal. L'octubre de 2006 Zatulin va afirmar sobre les repúbliques separatistes georgianes no reconegudes d'Abkhàzia i Ossètia del Sud: «el reconeixement dels anomenats estats no reconeguts no està lluny i tenen tots els atributs del sistema estatal i del sistema democràtic estable».
El desembre de 2007 Zatulin va acusar l'Església Ortodoxa Romanesa de «proselitisme» contra l'Església Ortodoxa Russa a Moldàvia amb el suposat objectiu d'annexionar aquest territori a Romania. El setembre de 2008, poc després que la República d'Abkhàzia fos reconeguda com a independent per Rússia, el president d'Abkhàzia, Sergei Bagapx, va concedir a Zatulin la ciutadania honorífica.
El 2021 Zatulin va declarar en una entrevista que «Ucraïna és un enemic de la Federació Russa i hauríem de fer tot el possible perquè aquesta Ucraïna deixi d'existir».
El 19 de juny de 2022, Zatulin va considerar que les declaracions del president kazakh Khassim-Jomart Tokhàiev al Fòrum Econòmic Internacional de Sant Petersburg eren incorrectes i va amenaçar amb mesures «com amb Ucraïna».
El 13 de setembre de 2022, en resposta als enfrontaments entre Armènia i Azerbaidjan de 2022, Zatulin va culpar l'Azerbaidjan d'aprofitar la invasió russa d'Ucraïna per presentar un nou ultimàtum a Armènia, que també implicava la participació de Turquia en les accions de l'Azerbaidjan, afirmant també que Rússia havia de pacificar l'Azerbaidjan. El 25 d'octubre de 2022 Zatulin va ser informat per les autoritats armènies que la seva visita al país «es consideraria indesitjable», en reacció a les seves declaracions sobre Armènia.